# Provincia di Urubamba
La provincia di Urubamba è una provincia del Perù, situata nella regione di Cusco.

## Geografia antropica

### Suddivisioni amministrative
È divisa in 7 distretti:
- Chinchero (Chinchero)
- Huayllabamba (Huayllabamba)
- Machupicchu (Machupicchu)
- Maras (Maras)
- Ollantaytambo (Ollantaytambo)
- Urubamba (Urubamba)
- Yucay (Yucay)